# Charles Tellier
Louis Abel Charles Tellier (Amiens, França, 29 de juny de 1828 – París, 1913) va ser un enginyer que l'any 1868 construí la primera màquina frigorífica industrial. L'any 1867 també construí l'anomenat "cavall amònic", que era un motor d'amoníac capaç d'arrossegar un tractor.

## Biografia
Era fill d'un industrial de teixits a Condé-sur-Noireau a Normandia.
Charles va estudiar els motors i la producció d'aire comprimit mitjançant l'amoníac. El 1868 va començar a experimentar en refrigeració i la va aplicar als primers vaixells frigorífics per a conservar la carn i altres aliments moridors.
Es va recolzar en els treballs de laboratori de Michael Faraday, qui obtingué una temperatura de -11 °C, i de Charles Thilorier qui, per liqüefacció, arribà a -79 °C. La seva primera màquina frigorífica era per circulació de gas amoníac fet líquid, posteriorment la millorà amb una màquina frigorífica de comprensió mecànica i la va instal·lar en la fàbrica d'un mestre xocolater anomenat Menier.
L'any 1876 el primer vaixell frigorífic va tranportar carn de Buenos Aires a Rouen.
El 1911 li van concedir el premi Joest per part de l'Institut de France i els 1912 va ser fet cavaller de la Legion d'Honor francesa.
Escriví Histoire d'une invention moderne, le frigorifique (1910).